# Chrysallida gemmulosa
Chrysallida gemmulosa är en snäckart som först beskrevs av C. B. Adams 1850.  Chrysallida gemmulosa ingår i släktet Chrysallida och familjen Pyramidellidae. Inga underarter finns listade i Catalogue of Life.